# Референдумы в Швейцарии (1976)
Референдумы в Швейцарии проходили 21 марта, 13 июня, 26 сентября и 5 декабря 1976 года. В марте проходили референдумы по народным инициативам «за участие наёмных работников» (предложение и контрпредложение) и «за налоговую реформу». Все были отклонены. В июне прошли референдумы по федеральному закону о территориальном планировании, по заёму для Международной ассоциации развития (200 млн швейц. франков) и по обновлению страхования по безработице. Первые два референдума были отвергнуты, а референдум по пособию по безработице — одобрен.
В сентябре прошли два референдума по конституционной поправке относительно радиовещания и по народной инициативе «за страховую ответственность союза за автомобили и велосипеды». Оба были отклонены. В декабре проходили референдумы по монетарной политике (отклонён), ценовому мониторингу (одобрен) и по народной инициативе о введении 40-часовой рабочей неделе (отвергнут).

## Результаты

### Март: Участие наёмных работников
| Выбор                                | Гражданская инициатива | Гражданская инициатива | Гражданская инициатива | Гражданская инициатива | Гражданская инициатива | Встречная инициатива | Встречная инициатива | Встречная инициатива | Встречная инициатива | Встречная инициатива |
| Выбор                                | Общее голосование      | Общее голосование      | Кантоны                | Кантоны                | Кантоны                | Общее голосование    | Общее голосование    | Кантоны              | Кантоны              | Кантоны              |
| Выбор                                | Голосов                | %                      | Полных                 | Полу-                  | Всего                  | Голосов              | %                    | Полных               | Полу-                | Всего                |
| ------------------------------------ | ---------------------- | ---------------------- | ---------------------- | ---------------------- | ---------------------- | -------------------- | -------------------- | -------------------- | -------------------- | -------------------- |
| За                                   | 472 094                | 32,4                   | 0                      | 0                      | 0                      | 431 690              | 29,6                 | 0                    | 0                    | 0                    |
| Против                               | 966 140                | 66,3                   | 19                     | 6                      | 22                     | 974 695              | 66,9                 | 0                    | 0                    | 0                    |
| Без ответа                           | 19 725                 | 1,4                    | –                      | –                      | –                      | 51 574               | 3,5                  | –                    | –                    | –                    |
| Пустых бюллетеней                    | 15 198                 | –                      | –                      | –                      | –                      | 15 198               | –                    | –                    | –                    | –                    |
| Недействительных бюллетеней          | 6 248                  | –                      | –                      | –                      | –                      | 6 248                | –                    | –                    | –                    | –                    |
| Всего                                | 1 479 405              | 100                    | 19                     | 6                      | 22                     | 1 479 405            | 100                  | 19                   | 6                    | 22                   |
| Зарегистрированных избирателей/ Явка | 3 750 162              | 39,4                   | –                      | –                      | –                      | 3 750 162            | 39,4                 | –                    | –                    | –                    |
| Источник: Direct Democracy           |                        |                        |                        |                        |                        |                      |                      |                      |                      |                      |

### Март: Налоговая реформа
| Выбор                                | Голосов   | %    |
| ------------------------------------ | --------- | ---- |
| За                                   | 599 053   | 42,2 |
| Против                               | 819 830   | 57,8 |
| Пустых бюллетеней                    | 53 291    | –    |
| Недействительных бюллетеней          | 1 911     | –    |
| Всего                                | 1 474 085 | 100  |
| Зарегистрированных избирателей/ Явка | 3 750 162 | 39,3 |
| Источник: Nohlen & Stöver            |           |      |

### Июнь: Территориальное планирование
| Выбор                                | Голосов   | %    |
| ------------------------------------ | --------- | ---- |
| За                                   | 626 134   | 48,9 |
| Против                               | 654 233   | 51,1 |
| Пустых бюллетеней                    | 17 061    | –    |
| Недействительных бюллетеней          | 1 237     | –    |
| Всего                                | 1 298 665 | 100  |
| Зарегистрированных избирателей/ Явка | 3 756 474 | 34,6 |
| Источник: Nohlen & Stöver            |           |      |

### Июнь: Кредит для Международной ассоциации развития
| Выбор                                | Голосов   | %    |
| ------------------------------------ | --------- | ---- |
| За                                   | 646 687   | 48,2 |
| Против                               | 694 252   | 51,8 |
| Пустых бюллетеней                    | 26 004    | –    |
| Недействительных бюллетеней          | 1 589     | –    |
| Всего                                | 1 368 532 | 100  |
| Зарегистрированных избирателей/ Явка | 3 756 474 | 34,5 |
| Источник: Nohlen & Stöver            |           |      |

### Июнь: Пособие по безработице
| Выбор                                | Общее голосование | Общее голосование | Кантоны | Кантоны | Кантоны |
| Выбор                                | Голосов           | %                 | Полных  | Полу-   | Всего   |
| ------------------------------------ | ----------------- | ----------------- | ------- | ------- | ------- |
| За                                   | 866 211           | 68,3              | 18      | 6       | 21      |
| Против                               | 402 550           | 31,7              | 1       | 0       | 1       |
| Пустых бюллетеней                    | 26 901            | –                 | –       | –       | –       |
| Недействительных бюллетеней          | 1 312             | –                 | –       | –       | –       |
| Всего                                | 1 296 974         | 100               | 19      | 6       | 22      |
| Зарегистрированных избирателей/ Явка | 3 756 474         | 34,5              | –       | –       | –       |
| Источник: Nohlen & Stöver            |                   |                   |         |         |         |

### Сентябрь: Конституционная поправка по радиовещанию
| Выбор                                | Общее голосование | Общее голосование | Кантоны | Кантоны | Кантоны |
| Выбор                                | Голосов           | %                 | Полных  | Полу-   | Всего   |
| ------------------------------------ | ----------------- | ----------------- | ------- | ------- | ------- |
| За                                   | 531 328           | 43,3              | 3       | 1       | 3,5     |
| Против                               | 696 039           | 56,7              | 16      | 5       | 18,5    |
| Пустых бюллетеней                    | 33 027            | –                 | –       | –       | –       |
| Недействительных бюллетеней          | 1 586             | –                 | –       | –       | –       |
| Всего                                | 1 261 980         | 100               | 19      | 6       | 22      |
| Зарегистрированных избирателей/ Явка | 3 766 161         | 33,5              | –       | –       | –       |
| Источник: Nohlen & Stöver            |                   |                   |         |         |         |

### Сентябрь: Страховая ответственность
| Выбор                                | Общее голосование | Общее голосование | Кантоны | Кантоны | Кантоны |
| Выбор                                | Голосов           | %                 | Полных  | Полу-   | Всего   |
| ------------------------------------ | ----------------- | ----------------- | ------- | ------- | ------- |
| За                                   | 301 587           | 24,3              | 0       | 0       | 0       |
| Против                               | 939 713           | 75,7              | 19      | 6       | 22      |
| Пустых бюллетеней                    | 20 543            | –                 | –       | –       | –       |
| Недействительных бюллетеней          | 1 355             | –                 | –       | –       | –       |
| Всего                                | 1 263 198         | 100               | 19      | 6       | 22      |
| Зарегистрированных избирателей/ Явка | 3 766 161         | 33,5              | –       | –       | –       |
| Источник: Nohlen & Stöver            |                   |                   |         |         |         |

### Декабрь: Монетарная политика
| Выбор                                | Общее голосование | Общее голосование | Кантоны | Кантоны | Кантоны |
| Выбор                                | Голосов           | %                 | Полных  | Полу-   | Всего   |
| ------------------------------------ | ----------------- | ----------------- | ------- | ------- | ------- |
| За                                   | 1 108 413         | 70,3              | 19      | 6       | 22      |
| Против                               | 467 253           | 29,7              | 0       | 0       | 0       |
| Пустых бюллетеней                    | 112 847           | –                 | –       | –       | –       |
| Недействительных бюллетеней          | 2 998             | –                 | –       | –       | –       |
| Всего                                | 1 691 511         | 100               | 19      | 6       | 22      |
| Зарегистрированных избирателей/ Явка | 3 772 466         | 44,8              | –       | –       | –       |
| Источник: Nohlen & Stöver            |                   |                   |         |         |         |

### Декабрь: Контроль за ценами
| Выбор                                | Общее голосование | Общее голосование | Кантоны | Кантоны | Кантоны |
| Выбор                                | Голосов           | %                 | Полных  | Полу-   | Всего   |
| ------------------------------------ | ----------------- | ----------------- | ------- | ------- | ------- |
| За                                   | 1 365 788         | 82,0              | 19      | 6       | 22      |
| Против                               | 299 367           | 18,0              | 0       | 0       | 0       |
| Пустых бюллетеней                    | 32 177            | –                 | –       | –       | –       |
| Недействительных бюллетеней          | 2 286             | –                 | –       | –       | –       |
| Всего                                | 1 699 618         | 100               | 19      | 6       | 22      |
| Зарегистрированных избирателей/ Явка | 3 772 466         | 45,1              | –       | –       | –       |
| Источник: Nohlen & Stöver            |                   |                   |         |         |         |

### Декабрь: 40-часовая рабочая неделя
| Выбор                                | Общее голосование | Общее голосование | Кантоны | Кантоны | Кантоны |
| Выбор                                | Голосов           | %                 | Полных  | Полу-   | Всего   |
| ------------------------------------ | ----------------- | ----------------- | ------- | ------- | ------- |
| За                                   | 370 228           | 22,0              | 0       | 0       | 0       |
| Против                               | 1 315 822         | 78,0              | 19      | 6       | 22      |
| Пустых бюллетеней                    | 15 309            | –                 | –       | –       | –       |
| Недействительных бюллетеней          | 2 140             | –                 | –       | –       | –       |
| Всего                                | 1 703 499         | 100               | 19      | 6       | 22      |
| Зарегистрированных избирателей/ Явка | 3 772 466         | 45,2              | –       | –       | –       |
| Источник: Nohlen & Stöver            |                   |                   |         |         |         |